# Ferenc Forgách
Ferenc Forgách (ur. 1566 w Ostrzyhomiu, zm. 16 października 1615 w Sklené Teplice) – węgierski kardynał, konwertyta.

## Życiorys
Urodził się w 1566 roku w Ostrzyhomiu, jako syn Simona Forgácha. Wychował się w rodzinie protestanckiej, jednak przeszedł na katolicyzm, a następnie podjął studia teologiczne w Rzymie. Po przyjęciu święceń kapłańskich został kanonikiem kapituły w Ostrzyhomiu i ambasadorem Węgier w kilku krajach. 22 grudnia 1587 roku został wybrany, z nominacji Rudolfa II, biskupem Veszprém, jednak Stolica Apostolska nigdy nie potwierdziła tej nominacji. 10 lipca 1596 roku został wybrany biskupem Nitry (potwierdzenie 2 kwietnia 1599 roku), a 30 kwietnia 1600 roku przyjął sakrę. W 1607 roku został wiceregentem Węgier, a dzięki protekcji króla otrzymał promocję kardynalską. 5 listopada 1607 roku został arcybiskupem Ostrzyhomia. 10 grudnia tego samego roku został kreowany kardynałem prezbiterem, jednak nigdy nie otrzymał kościoła tytularnego. W kolejnym roku koronował Macieja II na króla węgierskiego. Zmarł 16 października 1615 roku w Sklené Teplice.